# Investiciono dobro
Investiciono dobro je trajno dobro (koje se brzo ne iscrpljuje) koje se koristi u proizvodnji roba ili usluga. Investiciona dobra su jedna od tri vrste proizvođačkih dobara, dok su ostala dva zemlja i rad, koji su zajedno poznati kao primarni faktori proizvodnje. Ova klasifikacija potekla je tokom klasične političke ekonomije i ostala je dominantna metoda klasifikacije.
Društvo stiče investiciona dobra spašavajući bogatstvo koje se može uložiti u sredstva proizvodnje. U pogledu ekonomije, investiciona dobra su materijalna svojina. Ljudi ih koriste za proizvodnju druge robe ili usluga u određenom periodu. Mašine, alati, zgrade, računari ili druga vrsta opreme koja je uključena u proizvodnju drugih stvari za prodaju, su investiciona dobra. Vlasnici investicionog dobra mogu biti pojedinci, domaćinstva, korporacije ili vlade. Svaki materijal koji se koristi za proizvodnju investicionih dobara smatra se i investicionim dobrom.
U literaturi se predlažu mnoge definicije i opisi proizvodnje investicionih dobara. Investiciona roba se generalno smatra jednodelnim, kapitalno intenzivnim proizvodima koji se sastoje od mnogih komponenti. Često se koriste kao proizvodni sistemi ili same usluge.
Primeri obuhvataju automatske sisteme za skladištenje i pronalaženje, automatsku opremu za testiranje, bojne brodove, sisteme za rukovanje prtljagom, centre za prenos podataka, naftne stanice, oprema za železnice, postrojenja za proizvodnju poluprovodnika i vetrogeneratore. Njihova proizvodnja često se organizuje u projektima, a nekoliko stranaka sarađuju u mrežama (Hicks et al. 2000; Hicks i McGovern 2009; Hobday 1998). Dobar životni ciklus kapitala obično se sastoji od tendera, inženjeringa i nabavke, proizvodnje, puštanja u rad, održavanja i (ponekad) razgradnje.  

## Razlike između kapitala i robe široke potrošnje
Ljudi kupuju investicione proizvode za korišćenje investicionih dobara kao statična sredstva za proizvodnju druge robe, ali kupuju potrošačke proizvode za konzumiranje. 
Na primer, automobil je potrošačko dobro kada je kupljen kao privatni automobil. Kiperi koji se koriste u proizvodnji ili izgradnji su proizvodi za proizvodnju, jer ih kompanije koriste za izgradnju stvari poput puteva, brana, zgrada i mostova. Na isti način, čokoladica je potrošačko dobro, ali mašine koje proizvode bombone su investiciona roba. Investicione robe mogu se koristiti u proizvodnji robe široke potrošnje ili proizvodnih dobara, kao što su mašine za proizvodnju kipera. Potrošnja je logičan rezultat svih ekonomskih aktivnosti, ali nivo buduće potrošnje zavisi od budućeg kapitala, a to zauzvrat zavisi od sadašnjeg nivoa proizvodnje u sektoru investicionih dobara. Stoga, ako postoji želja za povećanjem potrošnje, učinak investicionih dobara treba maksimalno povećati. 

## Značaj investicionih dobara
Investiciona dobra, koja se često nazivaju kompleksnim proizvodima i sistemima (Gann i Salter 2000; Hobday 2000), igraju važnu ulogu u današnjoj ekonomiji (Acha et al., 2004). Osim što dozvoljavaju preduzećima da proizvode robu ili da pružaju usluge potrošačima, investiciona dobra su važna i iz drugih razloga. U industriji u kojoj su proizvodna oprema i materijali prilično skupi, oni mogu biti velika prepreka novim kompanijama. Ako novo preduzeće ne može da priušti kupovinu mašina koje su joj potrebne da bi napravila proizvod, na primer, možda neće moći da se takmiči na tržištu. Takva kompanija može se obratiti drugom preduzeću da bi se snabdela proizvodima, ali i to može biti skupo. To znači da je, u granama industije u kojima proizvodna sredstva predstavljaju visoke troškove za preduzeća koja tek počinju sa poslovanjem (start up preduzeća), broj kompanija koje se takmiče na tržištu relativno mali.

## Potreba za investiranjem
Nabavka mašina i druge skupe opreme često predstavlja značajnu investiciju za kompaniju. Kada postoje poteškoće u poslovanju nema smisla trošiti novac na opremu ako kompanija nije u mogućnosti da je koristi i isključuju se takve kupovine. Kapitalna potrošnja može biti znak da proizvođač očekuje rast ili barem stabilnu potražnju za svojim proizvodima, potencijalno pozitivan ekonomski rezultat. U većini slučajeva, investiciona dobra zahtevaju značajnu investiciju u ime proizvođača, a njihova kupovina obično se smatra troškom sopstvenih sredstava. Ova dobra su važna za preduzeća jer ih koriste kako bi proizveli za klijente funkcionalnu robu ili pružili korisnicima dragocene usluge. Kao rezultat toga, ponekad se nazivaju roba proizvođača, proizvođačka dobra ili sredstva proizvodnje.

## Investiciona dobra u međunarodnoj trgovini
U teoriji međunarodne trgovine povod i priroda razmene investicionim dobrima dobijaju malo pažnje. Trgovina investicionim dobrima je ključni deo dinamičnog odnosa između međunarodne trgovine i razvoja. Proizvodnja i promet investicionih dobara, kao i robe široke potrošnje moraju se upoznati sa trgovinskim modelima, gde je celokupna analiza integrisana sa domaćom teorijom akumulacije kapitala.